# Scion xB
Scion xB - субкомпактний автомобіль, що виготовлявся японською компанією Scion з 2004 року. Доступний як кросовер з 5 дверцятами. Для приводу було використано кілька різних двигунів І4. Потужність передалася на передню вісь через 5-ступінчасту механічну або 4-ступінчасту автоматичну коробку передач. Всього було виготовлено два покоління моделі.

## Перше покоління (XP30; 2003–2006)

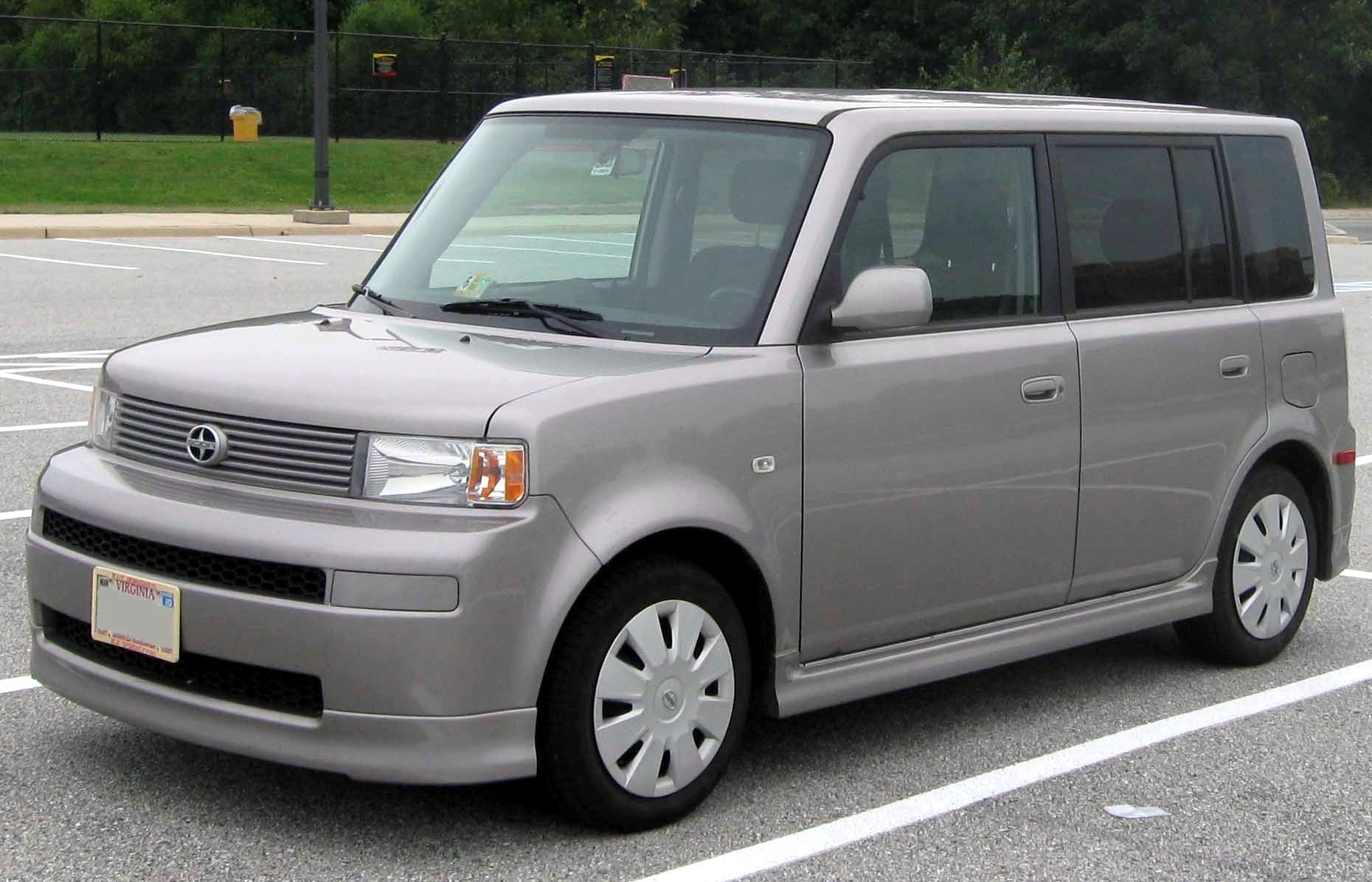
Scion xB

- 1.5 L 1NZ-FE I4

## Друге покоління (E150; 2007–2015)

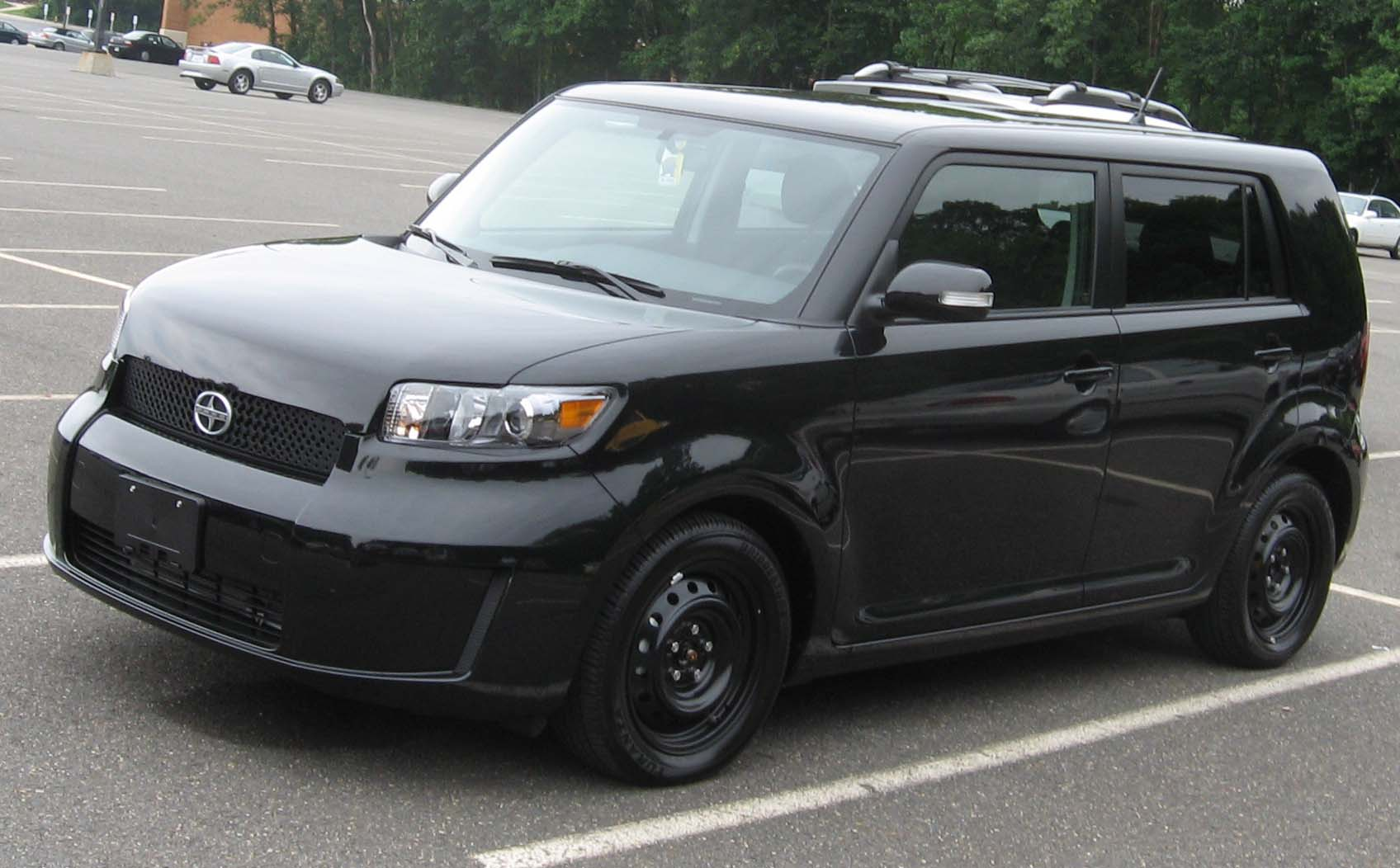
Scion xB ІІ

- 1.5 L 1NZ-FE I4 (Rumion)
- 1.8 L 2ZR-FE I4 (Rumion)
- 2.4 L 2AZ-FE I4

## Продажі
| Рік  | США    | Австралія |
| ---- | ------ | --------- |
| 2003 | 6,936  | N/A       |
| 2004 | 47,013 | N/A       |
| 2005 | 54,037 | N/A       |
| 2006 | 61,306 | N/A       |
| 2007 | 45,834 | N/A       |
| 2008 | 45,220 | N/A       |
| 2009 | 25,461 | N/A       |
| 2010 | 20,364 | 3867      |
| 2011 | 17,017 | 3867      |
| 2012 | 19,787 | 3867      |
| 2013 | 17,849 | 3867      |
| 2014 | 16,583 | 3867      |
| 2015 | 15,223 | 3867      |
| 2016 | 2,667  |           |